# Debercsény
Debercsény (szlovákul: Deberčany vagy Deberč) község Nógrád vármegyében, a Balassagyarmati járásban.

## Fekvése
A Cserhátban található, Szente és Magyarnándor között. Csak közúton érhető el, a két említett település valamelyikén keresztül, a 2118-as úton. Ez az út csak a lakott területének északi szélét érinti, főutcája az abból kiágazó 21 155-ös számú mellékút.

## Története
Debercsény nevét 1335-ben említette először oklevél Deberchen néven.
Az Árpád-korban e tájon Szente és Ecset egymással érintkező határánál, a Mogyorós és Kövecses-hegy felé levő Csabád falu a Szentei nemesek földjével volt határos. Ezt vagy szomszédját a szlávok (erdei völgylakók) jelentése után, mely at ő nyelvükön (debrcani) nevezték Debercsénynek. 1335-ben a Romhányi családé volt, és ez évben Romhányi Elyseus fiai osztoztak meg rajta. A 20. század elején Nógrád vármegye Balassagyarmati járásához tartozott. 1910-ben 155 lakosából 152 magyar, 4 szlovák volt. Ebből 137 római katolikus, 10 evangélikus, 8 izraelita volt.

## Közélete

### Polgármesterei
- 1990–1994: Illés Mária (független)[3]
- 1994–1998: Illés Mária (független)[4]
- 1998–2002: Illés Mária (független)[5]
- 2002–2006: Illés Mária (független)[6]
- 2006–2010: Illés Mária Rozália (független)[7]
- 2010–2014: Illés Mária Rozália (független)[8]
- 2014–2019: Illés Mária Rozália (független)[9]
- 2019–2024: Illés Mária Rozália (független)[10]
- 2024– : Illés Mária (független)[1]

## Népesség
A település népességének változása:
| Lakosok száma | 73   | 69   | 72   | 72   | 87   | 91   | 89   |
|               | 2013 | 2014 | 2015 | 2021 | 2022 | 2023 | 2024 |

2001-ben és 2011-ben a település lakosságának 100%-a magyar nemzetiségűnek vallotta magát. A vallási megoszlás 2011-ben a következő volt: római katolikus 77,9%, református 3,9%, evangélikus 3,9%, felekezeten kívüli 2,6% (10,4% nem nyilatkozott).
2022-ben a lakosság 92%-a vallotta magát magyarnak, 8% ukránnak, 1,1% ruszinnak, 1,1% egyéb, nem hazai nemzetiségűnek (8% nem nyilatkozott; a kettős identitások miatt a végösszeg nagyobb lehet 100%-nál). Vallásuk szerint 50,6% volt római katolikus, 8% református, 1,1% evangélikus, 2,3% egyéb katolikus, 2,3% felekezeten kívüli (35,6% nem válaszolt).

## Nevezetességek
- Római katolikus Szent Erzsébet-templom és a harangláb